# S&P 500
Pour les articles homonymes, voir SP500.

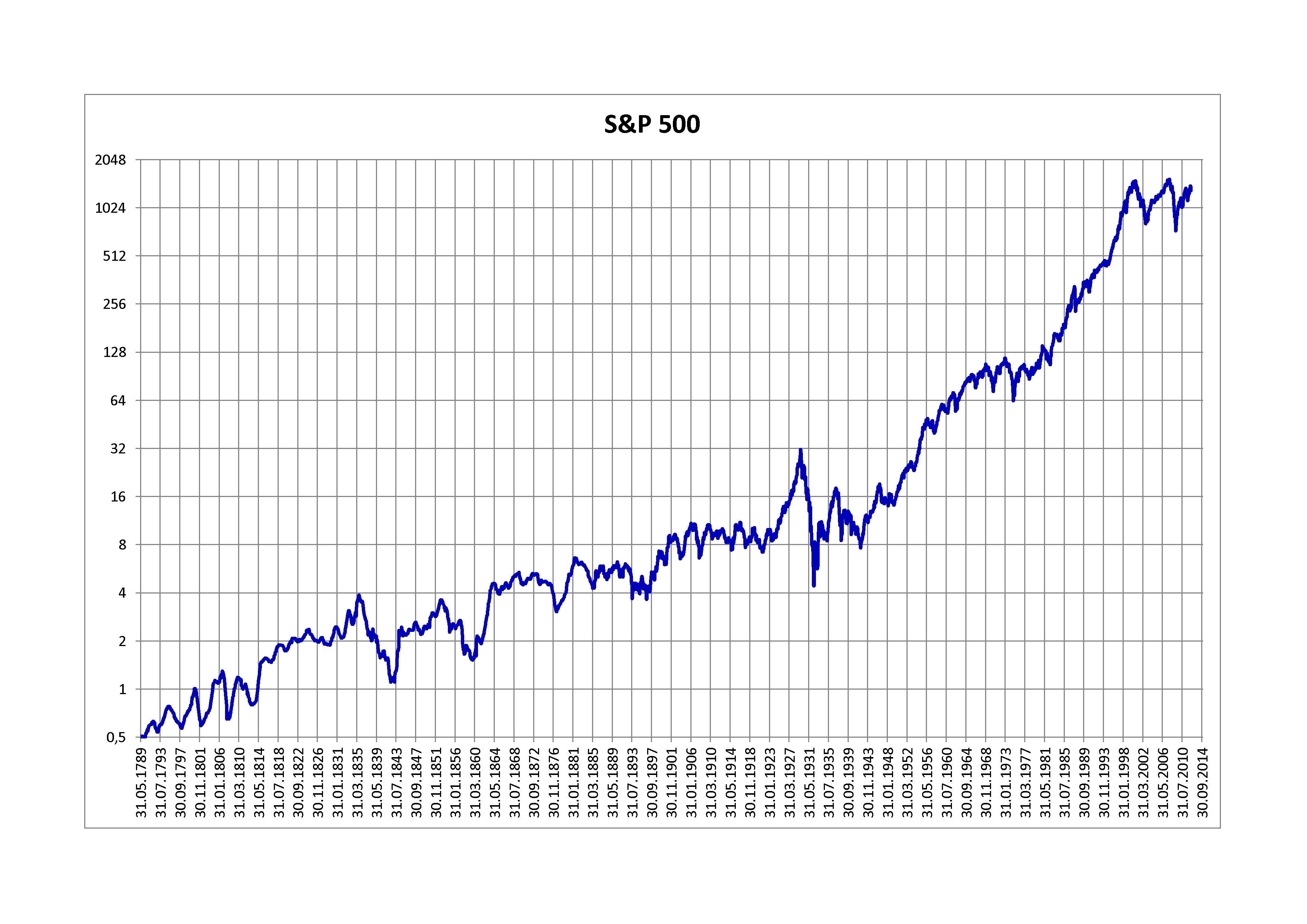
S&P 500 1789-2012.

Le S&P 500 (code mnémonique : ^GSPC, INX, et $SPX) est un indice  boursier basé sur 500 grandes sociétés cotées sur les bourses aux États-Unis (NYSE ou NASDAQ). L'indice est possédé et géré par Standard & Poor's, l'une des trois principales sociétés de notation financière. Il couvre environ 80 % du marché boursier américain par sa capitalisation. C'est un indice sans dividendes.
L'indice S&P 500 a été créé le 4 mars 1957. Il a détrôné le Dow Jones Industrial Average comme indice le plus représentatif du marché boursier américain parce qu'il est composé d'un plus grand nombre d'entreprises et que sa valeur tient compte de la capitalisation boursière des entreprises contenues dans l'indice. De son côté, le Dow Jones Industrial Average est basé sur seulement 30 entreprises. La pondération des valeurs au sein du Dow  jones ne s’effectue ni en fonction des capitalisations boursières, ni du flottant, mais en fonction des cours de bourse. Une variation d'un dollar dans la valeur de la plus petite entreprise de l'indice a le même impact sur l'indice qu'une variation d'un dollar dans la valeur de la plus grosse entreprise.
En 1976, les entreprises industrielles représentaient 86 % de la capitalisation boursière totale du S&P 500. En 2016 après quatre décennies de ralentissement de l’activité manufacturière et la montée de la technologie comme secteur économique majeur, elles ne représentent plus que 7,8 % du S&P 500, contre  40% pour les acteurs de la technologie et des services de communication.
Le calcul du S&P 500 se fait en pondérant la valeur de la société sur le marché sur la valeur totale de toutes les sociétés du marché.
|                     | S&P 500 (SPA) | E Mini S&P (EP/ES) | Micro E Mini S&P (MES) |
| ------------------- | ------------- | ------------------ | ---------------------- |
| Échanger:           | GLOBEX        | EMiniCME           | EMiniCME               |
| Secteur:            | Index         | Index              | Index                  |
| Taille de la Tique: | 0.1           | 0.25               | 0.25                   |
| BPV:                | 250           | 50                 | 5                      |
| Dénomination:       | USD           | USD                | USD                    |

## Critères de choix
Depuis 2005 l’indice prend en compte le nombre d’actions flottantes. En pratique beaucoup des 500 sociétés cotées sur les bourses n’ont qu’un impact limité sur la variation de l’indice. Les dix plus grands fonds d’actions du S&P 500 avaient une pondération totale d’environ 26,6% dans l’indice à la fin de juin 2021.
Critères d’inclusion dans l’indice S&P 500,,:
- L’entreprise doit être des États-Unis.
- La capitalisation boursière minimale de l’entreprise doit être de 11,2 milliards de dollars.
- Au moins 50% des actions doivent être flottantes.
- L’entreprise doit être enregistrée au New York Stock Exchange (NYSE) ou au NASDAQ.
- Le ratio du chiffre d’affaires annuel sur la capitalisation boursière doit être d’au moins 0,3.
- Le volume de négociation mensuel minimal représente 250 000 actions au cours de chacun des six mois précédant la date d’évaluation.
- La transparence de l’information financière.
- Sont exclues de l’indice : les sociétés en nom collectif à responsabilité limitée (LP en anglais), les sociétés principales en nom collectif à responsabilité limitée et leurs fonds de placement (MLP, PTP), l’OTC Bulletin Board (marché de gré à gré), les fonds de type fermé (CEF), les fonds négociés en bourse (ETF), les billets négociés en bourse (ETN), les fiducies de redevances ; les actions reflet (tracking stock) ; les actions privilégiées, les fonds communs de placement, les warrants, les obligations convertibles, les fonds de placement, l’American depositary receipt et l’American depositary share. Les fonds immobiliers peuvent faire partie de l’indice.

Si l’entreprise ne répond plus aux exigences ci-dessus, cela n’entraîne pas un retrait immédiat. Le facteur principal du retrait de l’indice est la vente ou la fusion.

## Version à poids égal
Au début de 2003 il existe l’indice S&P 500 EWI, dans lequel tous les 500 participants ont un poids égal de 0,2%. L’indice est ajusté trimestriellement. L'indice équipondéré a par ailleurs surperformé le S&P 500 sur une période allant de 1990 à 2022 de près de 40%.[16]